# Corpus Christi, Texas
Corpus Christi (/ˌkɔːrpəs ˈkrɪsti/), còn gọi là Corpus, là một thành phố ven biển nằm ở vùng Nam Texas thuộc tiểu bang Texas, Hoa Kỳ. Thành phố là quận lỵ của quận Nueces, ngoài ra địa phận của nó còn nằm trên các quận Aransas, Kleberg, và San Patricio. Dân số ước tính năm 2017 là 325.605, đứng thứ 8 trong danh sách các thành phố lớn nhất của tiểu bang.
Tên của thành phố được viết bằng tiếng Latinh nghĩa là Mình Thánh Chúa, được đặt bởi nhà thám hiểm người Tây Ban Nha Alonso Álvarez de Pineda vào năm 1519, khi ông phát hiện nơi đây vào ngày Lễ Mình và Máu Thánh Chúa Kitô (Corpus Christi) của đạo Công giáo. Thành phố còn có biệt danh là "Thành phố lấp lánh bên bờ biển".
Vùng đô thị Corpus Christi có dân số ước tính 442.600 người . Vì vậy, khu vực này được coi là trung tâm của khu vực thống kê kết hợp Corpus Christi-Kingsville gồm sáu quận, với dân số ước tính vào năm 2013 là 516,793 người. Cảng Corpus Christi đứng thứ năm trong số các cảng lớn của Hoa Kỳ. Ngoài ra, khu vực này còn có sân bay quốc tế Corpus Christi.

## Lịch sử

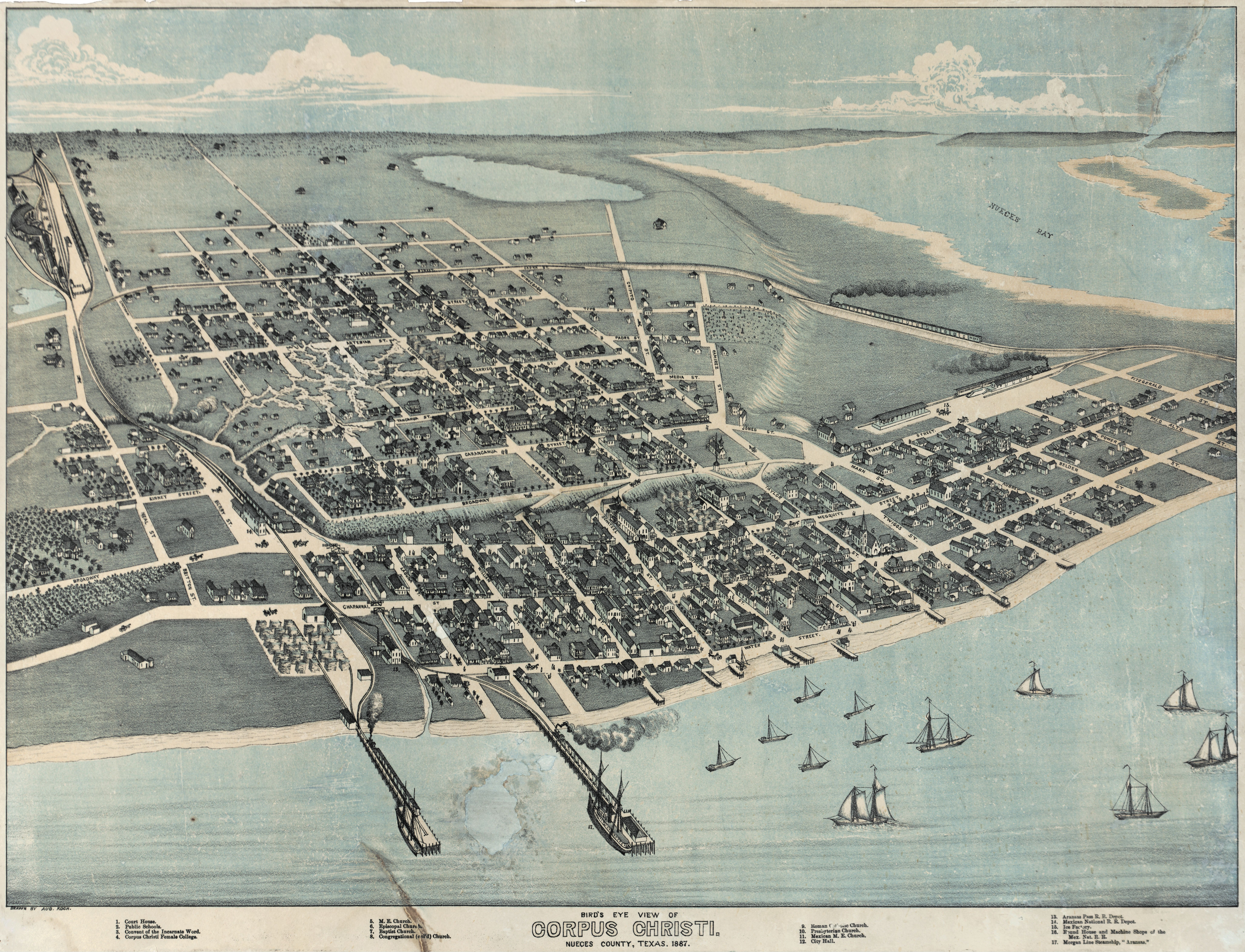
Bản đồ Corpus Christi năm 1887

Corpus Christi được sáng lập vào năm 1839 bởi Đại tá Henry Lawrence Kinney và William P. Aubrey, ban đầu được biết đến như là Bưu điện Thương mại Kinney hay Nông trại Kinney. Nơi này từng là trung tâm cung cấp vật tư cho một đội quân cách mạng Mexico cách đó 25 dặm về phía Tây. Vào tháng 7 năm 1845, quân đội Hoa Kỳ đã chỉ đạo Tướng Zachary Taylor thiết lập một trại quân sự tại đây để chuẩn bị cho cuộc chiến với Mexico, và họ đã ở lại đây cho đến tháng 3 năm 1846. Khoảng một năm sau, khu định cư này được chính thức đặt tên là Corpus Christi và được thành lập vào ngày 9 tháng 9 năm 1852.
Nơi đây đã diễn ra cuộc nội chiến Hoa Kỳ giữa hai phe Liên minh miền nam và Liên minh miền Bắc, được gọi là trận Corpus Christi

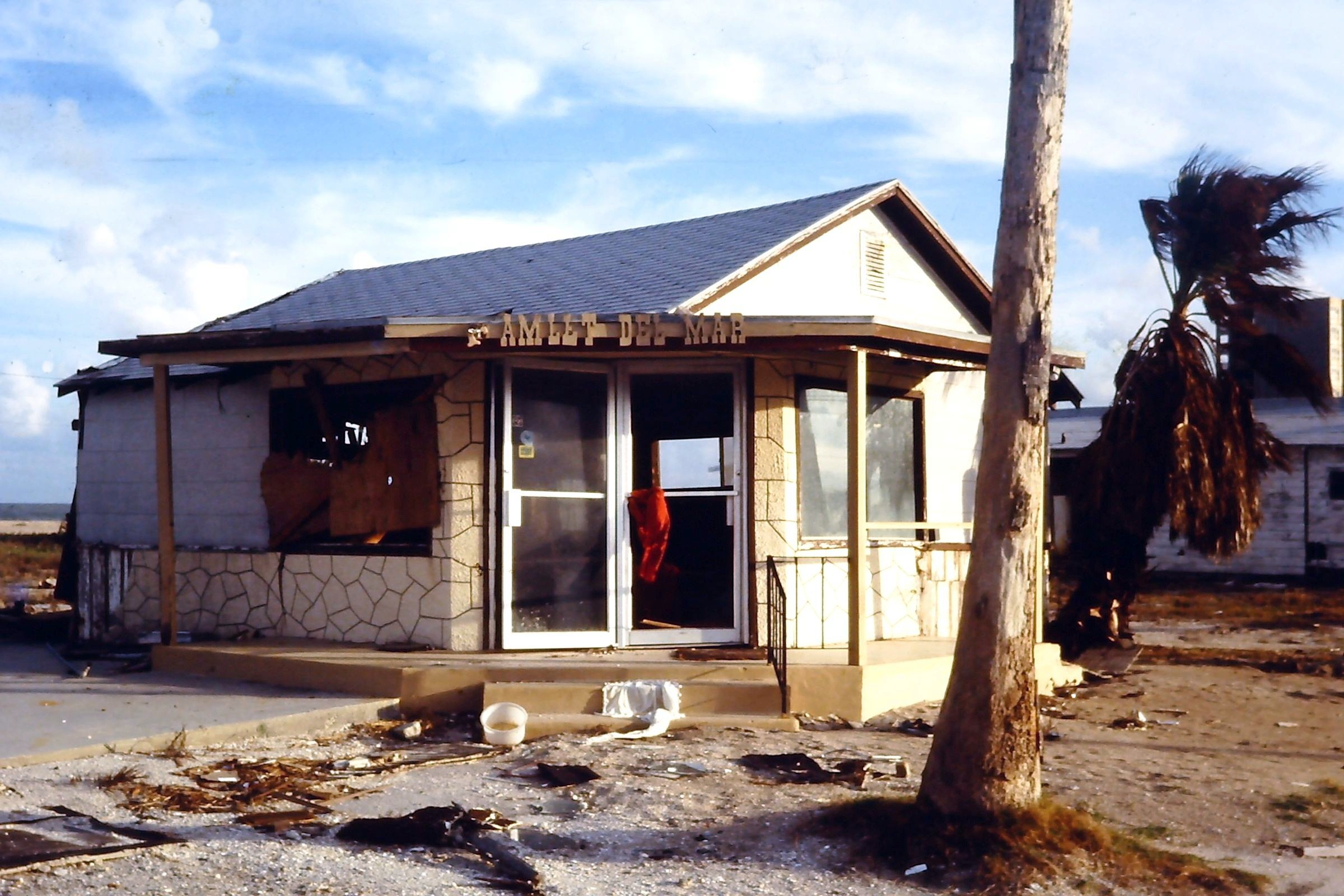
Nhà hàng bị hư hỏng sau cơn bão Allen

Cảng Corpus Christi được khai trương vào năm 1926, và Trạm Không quân Corpus Christi được đưa vào hoạt động vào năm 1941.
Vào ngày 14 tháng 9 năm 1919, một cơn bão lớn đã quét qua thành phố, cướp đi sinh mạng của hàng trăm người. Sau thảm họa, chỉ có ba công trình trên bãi biển phía Bắc là còn đứng vững. Các đê biển đã được xây dựng nhằm bảo vệ thành phố. Mặc dù thành phố đã gánh chịu thiệt hại từ cơn bão Celia vào năm 1970 và cơn bão Allen vào năm 1980, thiệt hại từ cơn bão Ike năm 2008 lại ít hơn đáng kể.

## Liên kết
- Corpus Christi Convention and Visitors Bureau
- City of Corpus Christi
- Corpus Christi Chamber of Commerce Lưu trữ ngày 18 tháng 2 năm 2013 tại Wayback Machine

- Corpus Christi on Panoramio Lưu trữ ngày 19 tháng 1 năm 2014 tại Wayback Machine
- Corpus Christi Public Libraries
- Corpus Christi Downtown Management District Lưu trữ ngày 9 tháng 5 năm 2008 tại Wayback Machine
- K Space Contemporary, contemporary art gallery
- Corpus Christi Area Parks Lưu trữ ngày 18 tháng 1 năm 2013 tại Wayback Machine
- Corpus Christi Public Library Digital Archive Lưu trữ ngày 10 tháng 10 năm 2013 tại Wayback Machine, features local history photographs and materials
- Corpus Christi Museum of Science and History Lưu trữ ngày 20 tháng 1 năm 2013 tại Wayback Machine
- Organizational chart for Corpus Christi's municipal government